# Santissimo Salvatore (Pavia)

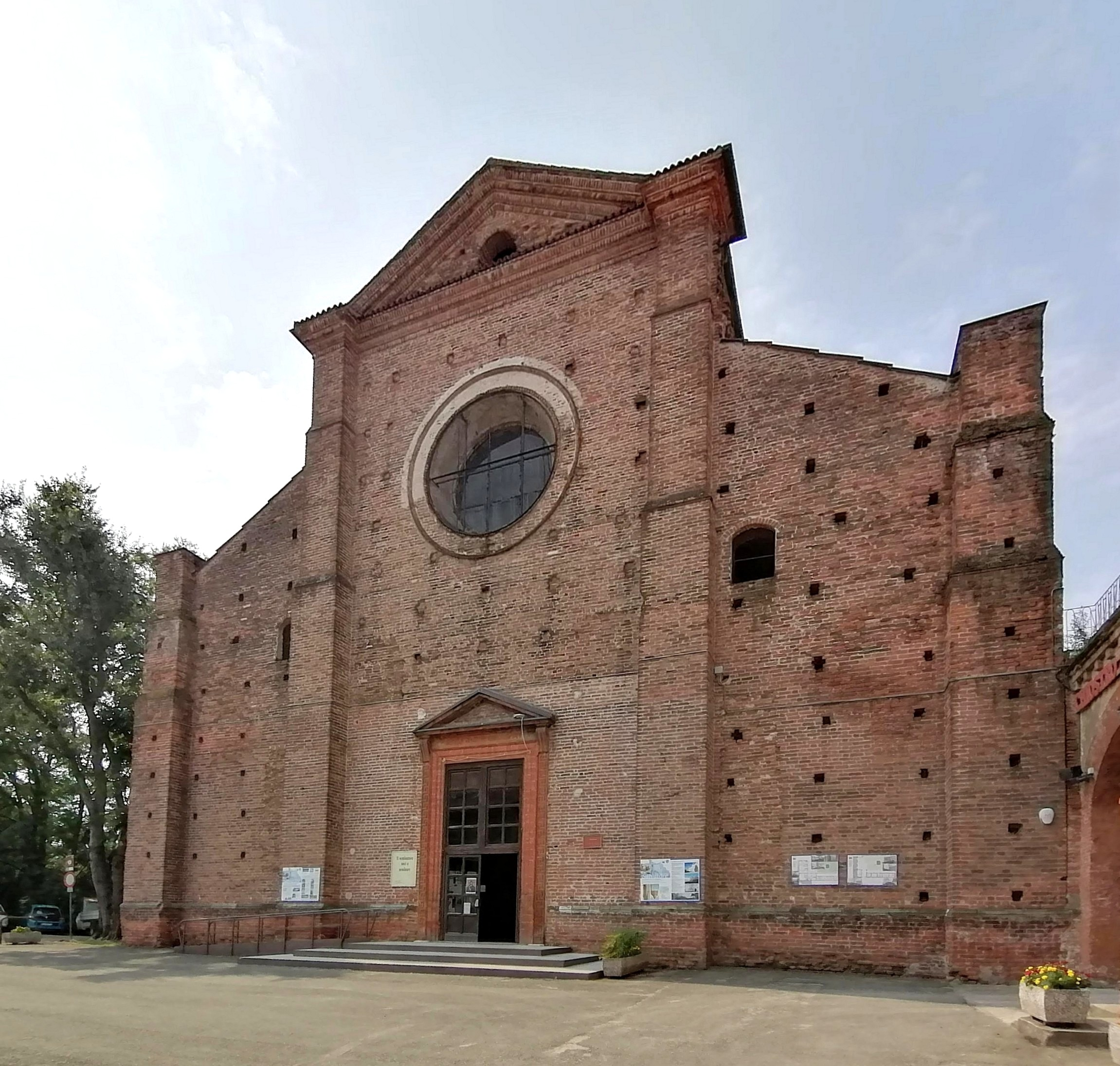
Die Fassade

Die Basilika des Santissimo Salvatore, gemeinhin als Basilika San Mauro bekannt, ist eine römisch-katholische Kirche in Pavia. Sie wurde 657 vom langobardischen König Aripert I. gegründet und diente als Grabkirche für viele Könige der bayerischen Dynastie der Langobarden. Im Jahr 970 wurde sie erstmals dank der Königin Adelheid von Burgund wiederaufgebaut, die neben der Kirche das Kloster San Salvatore gründete und es den Benediktinermönchen anvertraute.

## Geschichte
Die erste Erwähnung der Kirche stammt von Paulus Diaconus, der von der Gründung einer „Kirche des Erlösers“ durch Aripert I., König der Langobarden von 653 bis 661, berichtet. Dieser ließ sie als Begräbnisstätte für sich selbst, seine Söhne Perctarit und Godepert sowie seine Enkel Cunincpert, Liutpert (nicht gesichert) und Aripert II. errichten, wodurch ein echtes dynastisches Mausoleum entstand. Der ursprüngliche Kern der Kirche wird auf das Jahr 657 datiert.
Paulus Diaconus präzisiert, dass sich die Kirche außerhalb der Stadtmauern von Pavia befand, in der Nähe des Ufers des Ticino, an einer erhöhten Position entlang der Straße, die zu einem der westlichen Stadttore Pavias führte: der Porta Marenga.
Mit dem Fall des Langobardenreiches im Jahr 774 geriet die Kirche in eine Phase des Verfalls und wurde im 9. Jahrhundert Sitz eines Klosters, das der Autorität des Bischofs von Pavia unterstand.
Im Jahr 971 ließ Kaiserin Adelheid von Burgund sowohl die Kirche als auch das Kloster wiederaufbauen. Die Neuorganisation des Klosters wurde vom Abt von Cluny, Maiolus, geleitet, und die Kaiserin stattete es mit zahlreichen landwirtschaftlichen Ländereien aus. Adelheid von Burgund verweilte mehrfach im Kloster, gelegentlich gemeinsam mit ihrer Schwiegertochter Theophanu, während ihrer Aufenthalte in Pavia. Im Jahr 982 schenkte Kaiser Otto II. dem Kloster den königlichen Palast von Corteolona (gegründet vom langobardischen König Liutprand) sowie die Dörfer Monticelli Pavese, Corana, Valeggio, Borgo San Siro, Fresonara, Pasturana, Novi Ligure und Garlasco, einschließlich aller dazugehörigen Ländereien und der herrschaftlichen Rechte über diese Gebiete.
Zwischen dem 10. und 11. Jahrhundert hatte das Kloster vorübergehend auch die Kontrolle über die Abtei Pomposa.
Mit der Zerstörung des Königspalastes in Pavia im Jahr 1024, nach dem Tod von Kaiser Heinrich II., entstand bei der Basilika ein neuer Königspalast, der als Residenz für die in Pavia weilenden Kaiser diente. Im Palast residierte Kaiser Friedrich I. in den Jahren 1162–1164, 1176 und 1186. Außerdem wurde der Palast von seinem Sohn Heinrich VI. in den Jahren 1191 und 1195 genutzt, von Otto IV. im Jahr 1210 und später von Friedrich II. in den Jahren 1212, 1237 für einige Monate, 1245 sowie erneut zwischen 1247 und 1248.
Im Jahr 1356 belagerte Galeazzo II. Visconti Pavia. Während dieser Operationen wurde beim Kloster ein befestigtes Lager errichtet, das über eine Schiffsbrücke auf dem Ticino mit einem zweiten befestigten Lager verbunden war, das die Truppen von Galeazzo II. Visconti südlich von Pavia errichtet hatten. Diese Lager wurden später von den Pavianern erobert, als es ihnen gelang, die Truppen des Herrn von Mailand zu besiegen.
Im Jahr 1448 wurde das Kloster mit den Benediktinern der Kongregation der Väter von Santa Giustina in Padua vereint. Die Benediktiner spielten eine entscheidende Rolle beim Wiederaufbau des gesamten Komplexes.
Aus den Quellen lässt sich nicht genau ableiten, wann und von wem die vollständige Rekonstruktion der Kirche und des alten Klosters eingeleitet wurde. Historiker datieren diese Arbeiten unterschiedlich zwischen 1453 und 1511. Die Kirche wurde teils im gotischen, teils im renaissancistischen Stil (möglicherweise nach einem Entwurf von Giovanni Antonio Amadeo) neu errichtet.
Die „neue“ Kirche San Salvatore wurde entlang einer Nord-Süd-Achse ausgerichtet, mit der Fassade zur Straße hin, die Pavia nach Westen verlässt. Die ältere Kirche hingegen war wahrscheinlich auf einer Ost-West-Achse orientiert und wurde erst 1511 vollständig abgerissen.

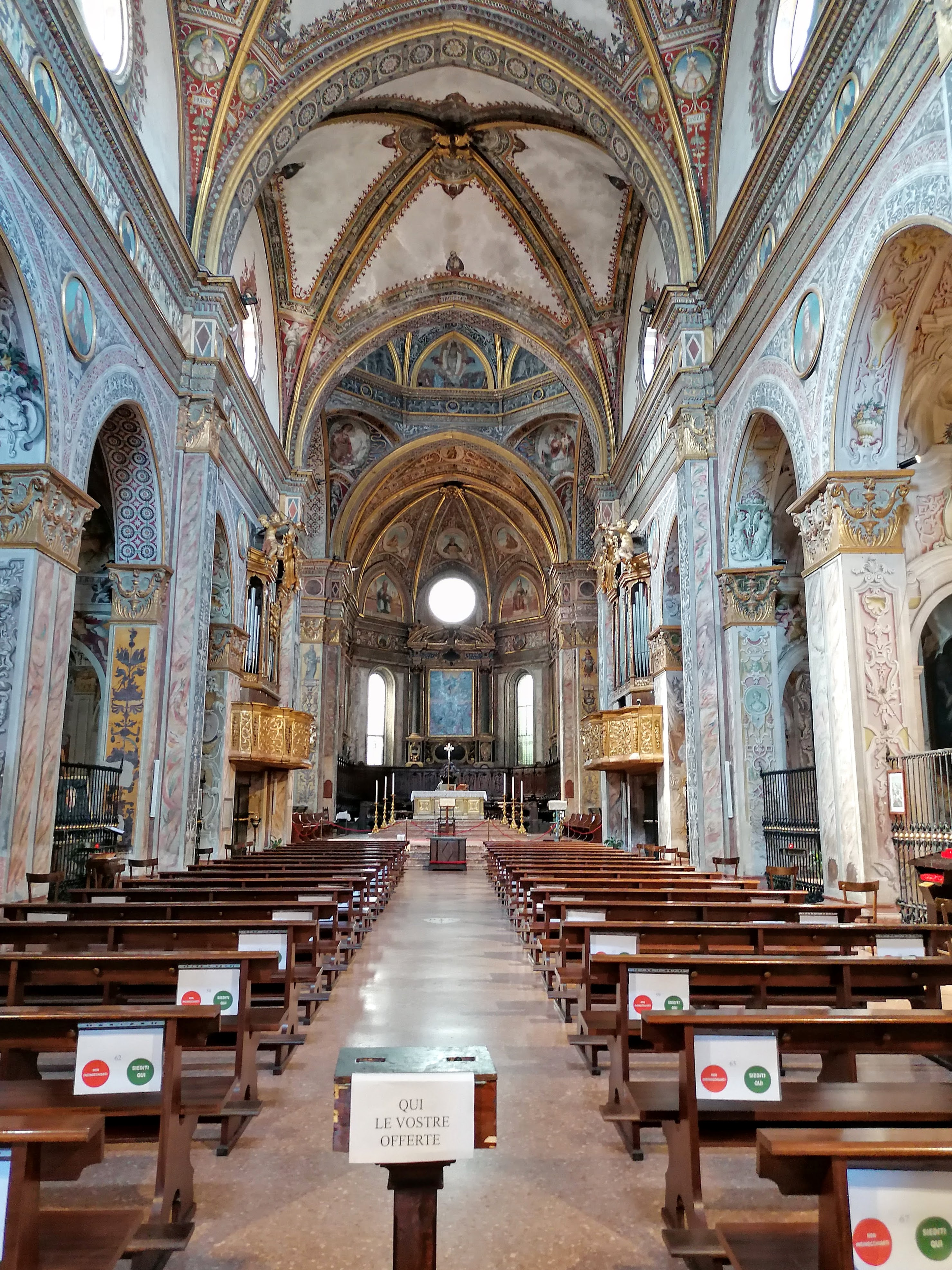
Das Innere der Kirche.
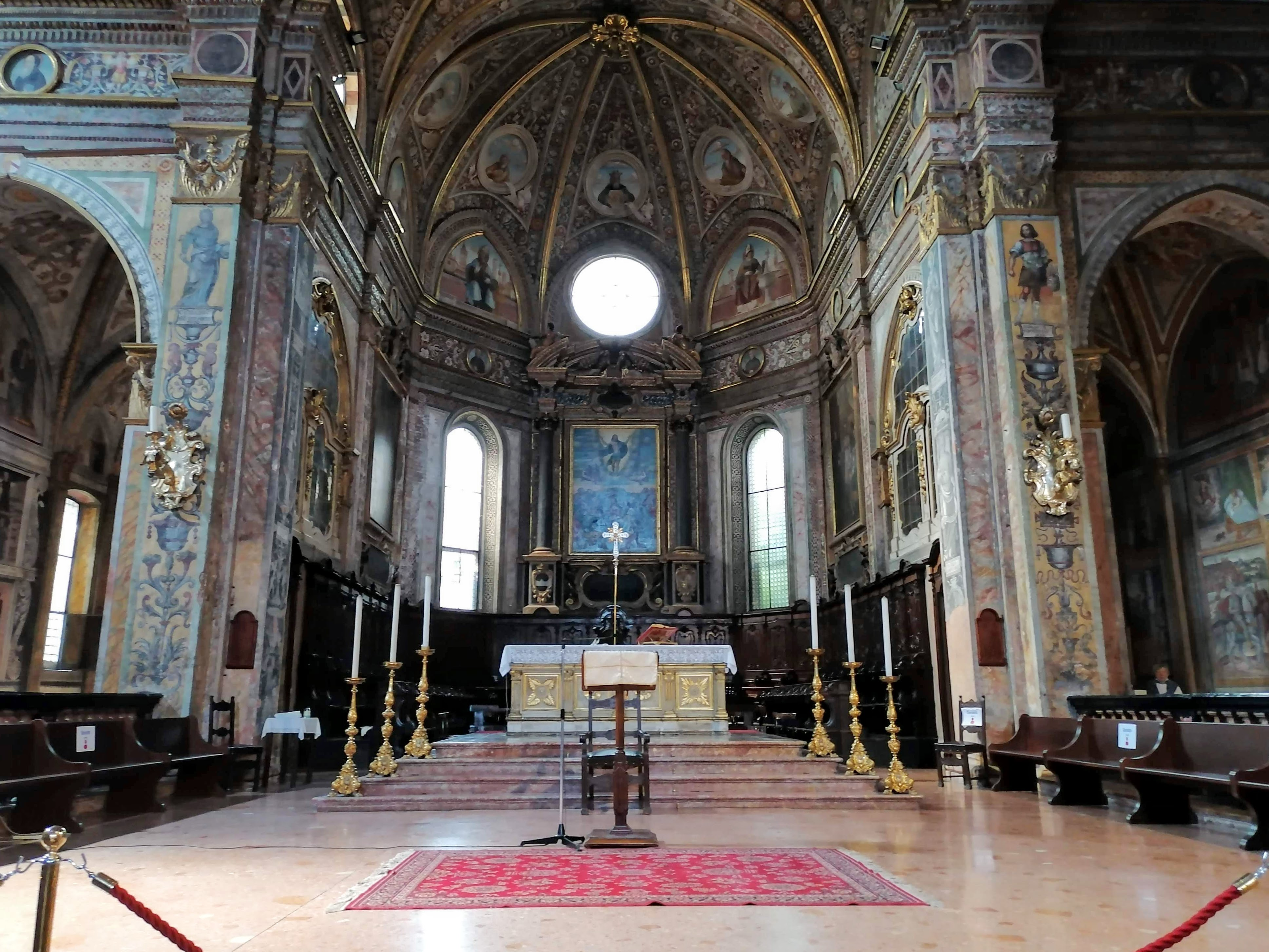
Hauptaltar.
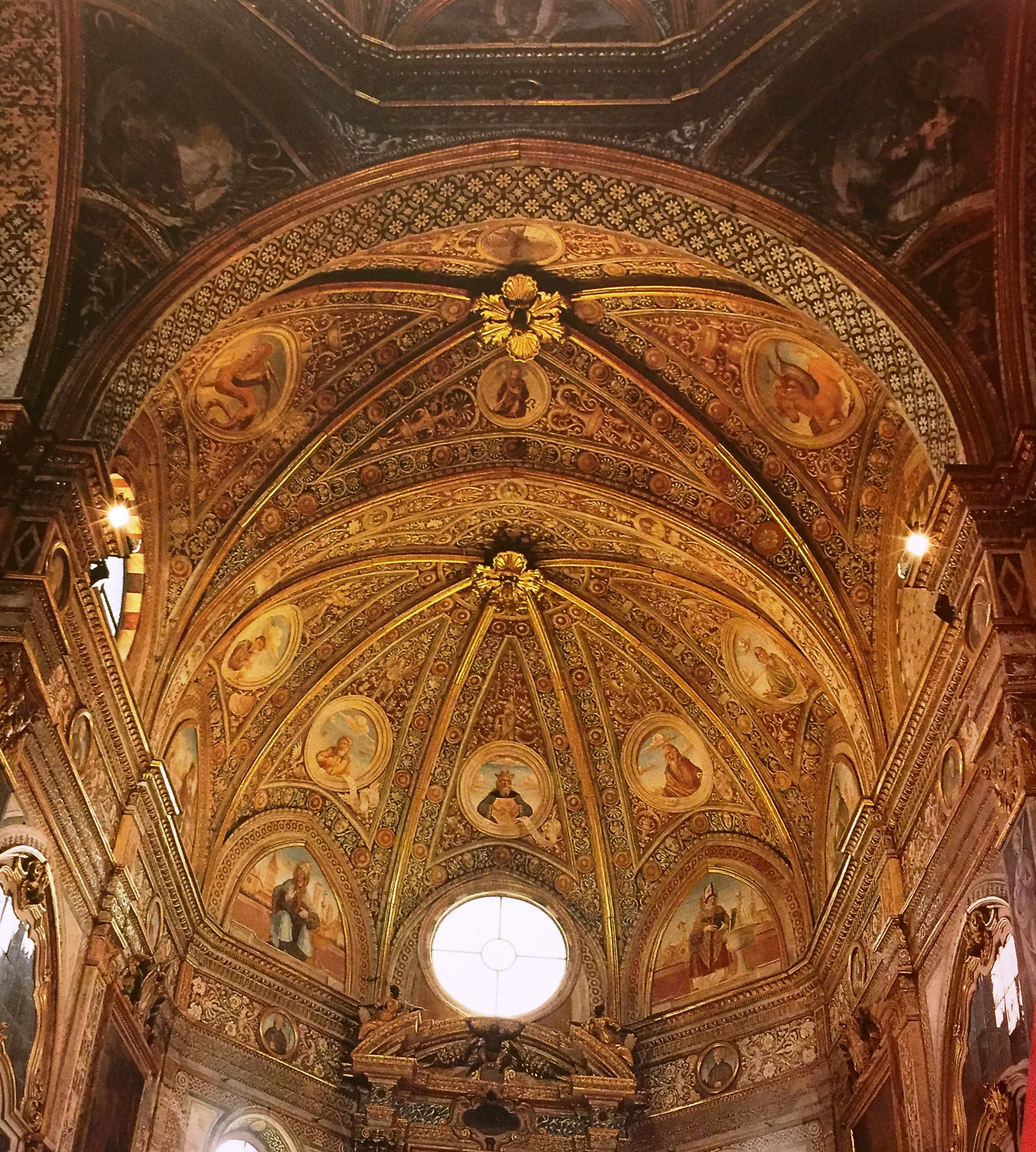
Die Fresken des Gewölbes des Presbyteriums.

Während der Belagerung, die der Schlacht bei Pavia am 24. Februar 1524 vorausging, wurde das Kloster von den Truppen des französischen Königs Franz I. besetzt und beherbergte monatelang die Landsknechte der Schwarzen Garde.
Die Bedeutung des Paveser Klosters blieb sicherlich bis zur Mitte des 16. Jahrhunderts erhalten, wie das Privileg der Bestätigung von Besitztümern und Immunitäten belegt, das Kaiser Karl V. im Jahr 1540 erließ, gefolgt von einem ähnlichen Privileg König Philipps II. von Spanien im Jahr 1555. Besonders bedeutend war das Jahr 1585, in dem eine offizielle Zeremonie zur Überführung der Überreste der Könige, die bereits in der alten Kirche bestattet waren, in die neue Basilika stattfand. Aus diesem Jahr stammen zwei Gedenktafeln für König Aripert I. und Kaiserin Adelheid von Burgund, die alten Gründer und Wohltäter des Klosters.
Zwischen 1777 und 1779 wurde auf Vorschlag des Kanzlers Wenzel Anton von Kaunitz-Rietberg innerhalb des Klosters eine Druckerei zum Dienst der Universität Pavia eingerichtet. Die Druckerei wurde von den Mönchen betrieben, jedoch von der Regierung finanziert, die sie mit modernen Geräten ausstattete, darunter englische Maschinen sowie Schriftschnitte von Giambattista Bodoni aus Parma und weitere aus London, Basel und Lyon. Die Anlage verfügte über vier Druckpressen und beschäftigte neben den Mönchen auch mehrere Graveure, Zeichner und Arbeiter.
Die Produktion konzentrierte sich ausschließlich auf akademische Inhalte, insbesondere aus den Bereichen Chemie, Physik, Botanik, Chirurgie und Mathematik. Zudem wurden Werke der Professoren der Universität Pavia sowie Übersetzungen ausländischer wissenschaftlicher Bücher, wie die Studien von George Atwood, veröffentlicht.
Obwohl die Druckerei vor allem der Universität Pavia diente, wurde sie in den 1790er Jahren geschlossen – sowohl aufgrund der neuen politischen Ausrichtung der Regierung gegenüber den religiösen Orden als auch, insbesondere, weil sich die verlegerische Produktion auf einen zu begrenzten Markt konzentrierte und es versäumt wurde, ein breiteres Publikum anzusprechen.
Mit der von Kaiser Joseph II. beschlossenen Reform der religiösen Orden wurde das Kloster 1782 aufgehoben, während die Kirche weiterhin in Betrieb blieb. Im Jahr 1795 wurde das Kloster in ein Studentenwohnheim umgewandelt, das 1799 zu einem Militärhospital wurde.
Im Jahr 1859 wurde auch die Kirche von den Militärs besetzt und zusammen mit dem nahegelegenen ehemaligen Kloster in eine Kaserne des Militäringenieurkorps umgewandelt. 1873 schlug das Kriegsministerium des Königreichs Italien vor, sowohl die Kirche als auch das Kloster abzureißen, um eine neue Kaserne zu errichten. Doch Giuseppe Fiorelli, Generaldirektor für Altertümer und Schöne Künste, konnte das Vorhaben verhindern.
1896 beantragte der Bischof von Pavia, Agostino Gaetano Riboldi, beim Ministerium, die Kirche wieder dem Gottesdienst zuzuführen. Im Jahr 1901 wurde die Kirche schließlich der Diözese Pavia übergeben. 1992 verließen die Militärs die Kaserne, und ein Teil des ehemaligen Klosters wurde der katholischen Kirche zurückgegeben.

## Bauwerk
Die Kirche wurde zwischen 1453 und 1467 erbaut und später mit Fresken versehen. Sie hat einen lateinischen Kreuzgrundriss mit drei Apsiden und ist mit gotischen Kreuzgewölben bedeckt.
Die unvollendete Fassade ist in drei Teile gegliedert und wird durch ein Renaissanceportal aus Terrakotta mit einem Tympanon bereichert.
Die drei Kirchenschiffe sind mit klassizistischen Dekorationen geschmückt, die auf die ersten beiden Jahrzehnte des 16. Jahrhunderts datiert werden. Dazu gehören Groteskenmotive, Friese mit Engeln, Medaillons mit Mönchsporträts im Gebälk, Rundbilder mit Propheten in den Absidenzwickeln sowie Darstellungen der Kirchenväter in den Lünetten. Das Band auf Höhe der Kapitelle der Pfeiler wird von zwölf Medaillons unterbrochen, die als die Porträts der „Cäsaren“ bezeichnet werden. Ihre genaue Identität ist jedoch nicht gesichert.
Die Medaillons enthalten keine Inschriften und zeigen Figuren in antiker römischer Kleidung, meist im Profil, mit Kronen oder Lorbeerkränzen. Sie sind in monochromer Technik mit schnellen Pinselstrichen auf grauem Hintergrund gemalt und von einem dünnen, erhabenen goldenen Rahmen eingefasst.
Diese Fresken verleihen einem noch nach den Maßgaben der spätgotischen lombardischen Architektur entworfenen Bauwerk eine aktualisierte, renaissancezeitliche Gestaltung.
In der ersten Kapelle auf der linken Seite sind die frühen Fresken des Malers Bernardino Lanzani (1460–1530) zu bewundern. Diese Fresken erzählen Episoden aus dem Leben des heiligen Maiolus, Abt von Cluny: seine Begegnung mit den Sarazenen in den Alpenpässen, die Versöhnung von Adelheid von Burgund mit ihrem Sohn Otto II. sowie die Rettung einer Gruppe von Schiffern aus dem Fluss Rhône bei Avignon.
Die vierte Kapelle auf der linken Seite ist hingegen dem Leben des heiligen Antonius des Großen gewidmet. Die Fresken stammen aus der Werkstatt von Bernardino Lanzani und zeigen Episoden aus dem kontemplativen Leben des Heiligen sowie seine Auseinandersetzung mit der Sünde, die in Gestalt des Teufels dargestellt ist.
Am Ende der Kirche, auf der rechten Seite des Hochaltars, befindet sich die dem heiligen Martin von Tours gewidmete Kapelle. Sie zeichnet sich durch die weiten, für die Gotik typischen Raumverhältnisse aus und ist mit Fresken von Bernardino Lanzani geschmückt. Der heilige Martin ist, gemäß der ikonografischen Tradition, in dem Moment dargestellt, in dem er seinen Mantel einem Bettler schenkt. Martin verbrachte seine Jugendjahre in der Nähe von Pavia.
Auf der Kuppel, die in acht Segmente unterteilt ist, sind der Sternenhimmel, kleine Wolken und Cherubimköpfe mit purpurfarbenen Flügeln gemalt, die konzentrische Kreise bilden. Der Schlussstein wird von einer großen Taube des Heiligen Geistes dominiert, die mit ausgebreiteten Flügeln am Himmel schwebt und durch goldene Lichtstrahlen hervorgehoben wird.
In den Lünetten an der Basis der acht Segmente der Kuppel befindet sich in zentraler, privilegierter Position – bereits vom Eingang aus sichtbar – Christus der Erlöser, dem die Kirche geweiht ist. Er ist in der Herrlichkeit der Himmelfahrt dargestellt, umgeben von einer Mandorla aus Licht. Ihm gegenüber, vom Presbyterium aus sichtbar, ist die heilige Justina von Padua abgebildet, durchbohrt von einem Schwert, mit einer Krone auf dem Kopf, der Palme des Martyriums und einem Buch in der Hand.

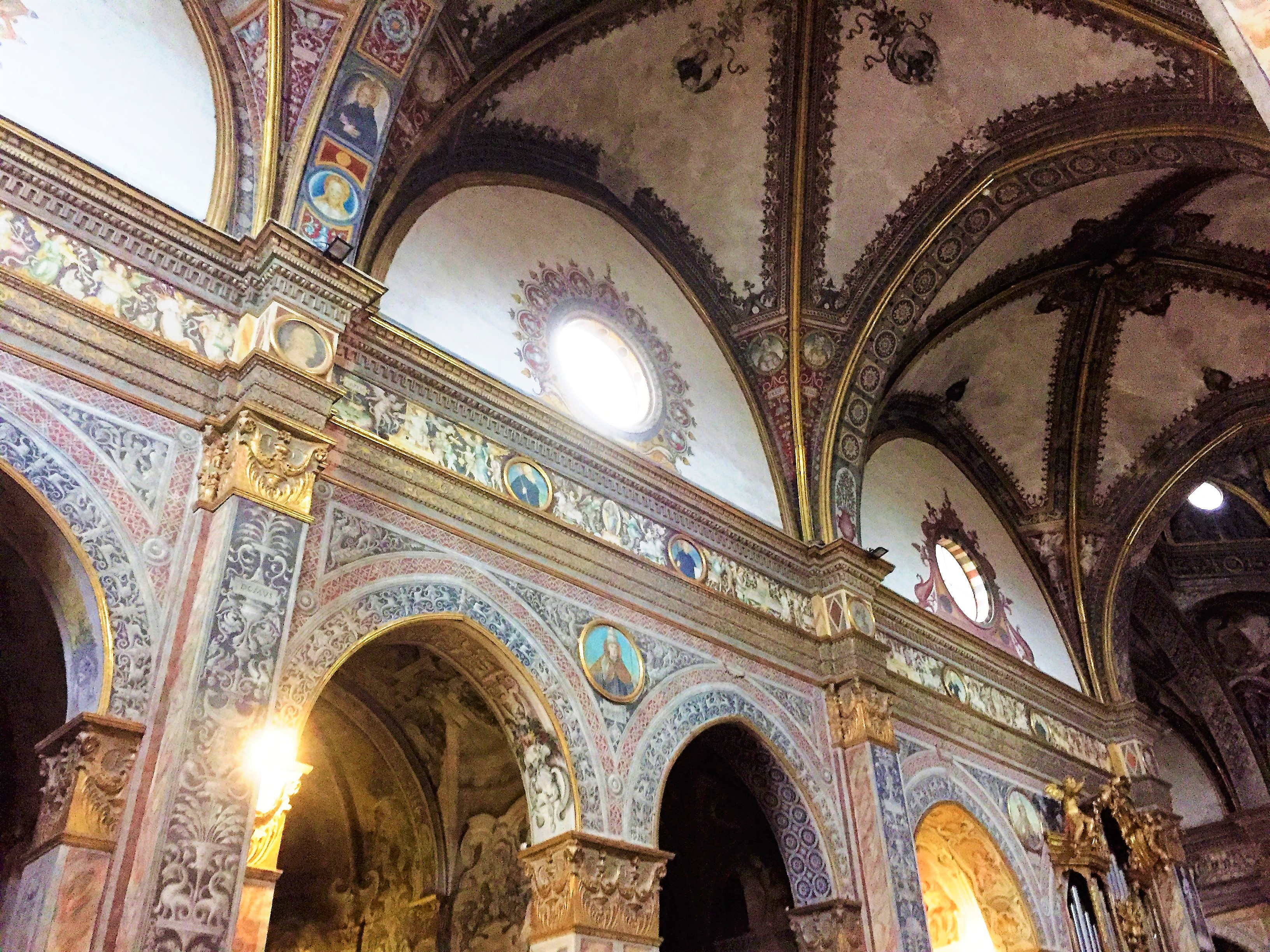
Details der Fresken des Hauptschiffs.
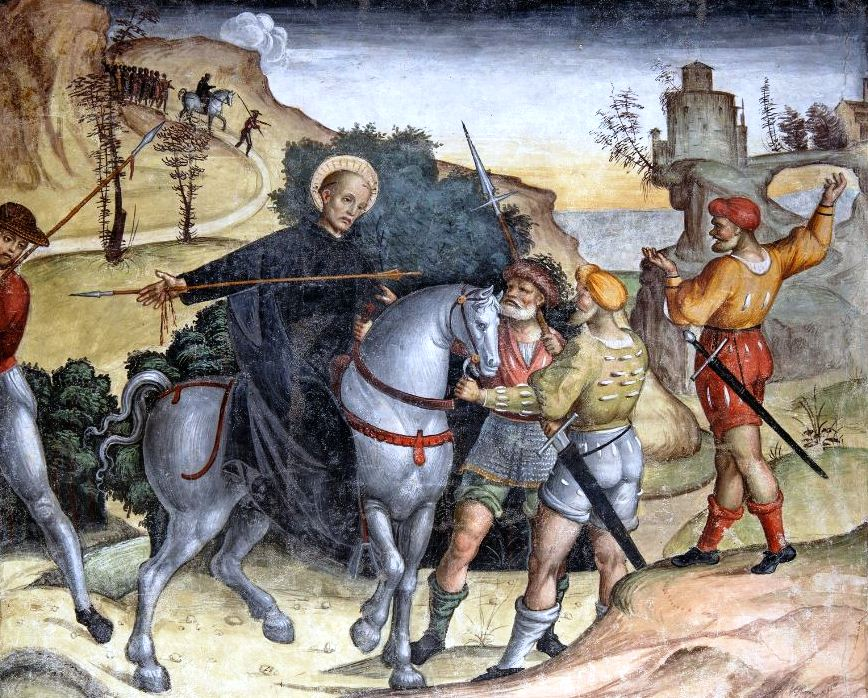
Bernardino Lanzani, Szenen aus dem Leben des Heiligen Maiolus, Abt von Cluny, Detail, um 1520.
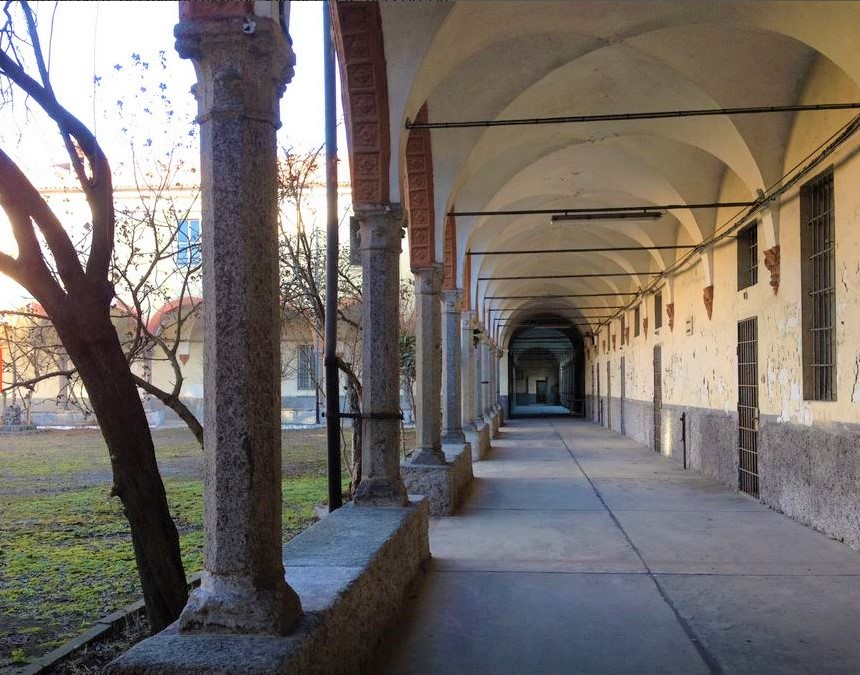
Der Kreuzgang.

Die Fresken stammen von einem anonymen Künstler und wurden zwischen 1500 und 1520 geschaffen.
Das Chorgestühl aus Holz stammt aus dem 18. Jahrhundert. Der Marmoraltar wurde 1504 von Antonio da Novara geschaffen.
Der Chorraum ist reich mit Fresken aus der frühen 1500er-Jahren verziert. Die fünf Segmente, die die Apsis überdecken, sind mit Grotesken dekoriert, die jeweils kreisförmige Medaillons enthalten. Diese sind als offene Fenster zum blauen Himmel gestaltet, aus denen die Propheten – durch Inschriften identifiziert – nach innen blicken: Esra, Jesaja, David, Jeremia und Ezechiel.
In den Lünetten sind die vier Kirchenväter dargestellt, die neben ihren Pulten sitzen, mit städtischer Architektur als Hintergrund.
Neben der Kirche befindet sich der Kreuzgang, einer der größten in Pavia. Er stammt – wie ein Großteil der Basilika – aus der zweiten Hälfte des 15. Jahrhunderts und wurde 1992 von den Militärs an die Pfarrei zurückgegeben.
Der Kreuzgang hat einen quadratischen Grundriss und ist auf allen vier Seiten von einem Säulengang umgeben, der von achteckigen Granitsäulen mit gotisch inspirierten Kapitellen getragen wird. Einige der Säulen tragen die Jahreszahl 1467, was darauf hindeutet, dass der Kreuzgang möglicherweise in diesem Jahr vollendet wurde.
Obwohl sie noch heute unter mehreren Schichten von Kalkfarbe verborgen sind, sind Reste von Fresken aus dem 15. Jahrhundert erkennbar.
Eine archäologische Ausgrabung, die 2024 im Inneren des Kreuzgangs durchgeführt wurde, brachte eine Nekropole zutage, die auf die Jahrhunderte VIII und IX datiert wird. Es handelte sich um große Gräber aus Ziegelplattengräber, von denen einige sogar mit Fresken verziert waren. Diese Gräber beherbergten die Überreste von Aristokraten, die möglicherweise mit dem langobardischen Königshof in Verbindung standen.